# Оганесянц, Лев Арсенович
Лев Арсенович Оганесянц Орджоникидзе (ныне Владикавказ) — крупный ученый в области технологии и биохимии виноделия, доктор технических наук, профессор, заслуженный деятель науки РФ, академик РАН. Почётный академик Академии винограда и вина Италии, академик Академии наук Армении.

## Биография
Родился 29.03.1948 г в г. Орджоникидзе (ныне Владикавказ).
Окончил Московский технологический институт пищевой промышленности (МТИПП) по специальности «инженер-технолог хлебопекарного и кондитерского производств» (1972 г.) и Всесоюзный заочный институт пищевой промышленности (г. Москва) по специальности «инженер-технолог виноделия» (1975 г.).
1976 – 1978 гг. – инженер-технолог, старший инженер Всесоюзного отделения «Союзплодопром» Министерства сельского хозяйства СССР;
1978 – 1986 гг. – научный сотрудник, с 1985 г заведующий сектором Московского филиала ВНИИ виноградарства и виноделия «Магарач»;
с 1986 г заведующий отделом, заместитель директора (1989-2002 гг.), директор (2002-2020 гг.), с 2020 г научный руководитель ВНИИ пивоваренной, безалкогольной и винодельческой промышленности;
с 2014 г по совместительству ведёт учебно-педагогическую деятельность, занимая должность заведующего кафедрой «Технология бродильных производств и виноделия» в ФБГОУ ВО «Росбиотех».
Научные интересы – интенсификация физико-химических и биотехнологических процессов производства винодельческой продукции, коньяка, крепких спиртных напитков из виноградного и плодового сырья. Разработка современных инструментальных методов контроля качества и подлинности алкогольных и безалкогольных напитков, минеральных вод. Новые функциональные напитки для различных возрастных и социальных групп населения.
Доктор технических наук (1999), профессор (2000), академик РАСХН (2005), академик РАН (2013), иностранный член Национальной академии наук Республики Армения (2014), почётный член Итальянской академии виноградарства и виноделия, заслуженный деятель науки РФ (2014).
Член бюро Отделения сельскохозяйственной продукции Российской академии наук
Член Национального комитета РФ в Международной межправительственной организации виноградарства и виноделия (OIV)
Член Президиума Экспертного совета Федеральной службы по контролю за алкогольным и табачным рынками.
Л.А. Оганесянц награждён золотой медалью «За вклад в развитие агропромышленного комплекса России» Минсельхоза России, медалью «В память 850-летия Москвы», золотой медалью «За вклад в развитие агропромышленного комплекса Армении» Минсельхоза Армении, почётными грамотами Минсельхоза России, Россельхозакадемии, Российской академии наук, Федеральной службы по регулированию алкогольного рынка, Минпромэнерго РФ, Федерального агентства по техническому регулированию и метрологии. В 2007 г. был награждён медалью ордена «За заслуги перед Отечеством» II степени. В 2011 г. присуждена Государственная премия Республики Дагестан за научно-исследовательский проект «Натуральные функциональные безалкогольные напитки для укрепления здоровья различных групп населения».
В 2017 г. Международная организация винограда и вина (OIV) в знак признания заслуг перед мировым сообществом виноградарей и виноделов наградила Оганесянца Л.А. почётным дипломом OIV «За заслуги».
В 2019 г. за заслуги в развитии научных и практических связей между производителями игристых вин Франции и России награждён Дипломом и Большой золотой медалью, учреждённые Корпорацией Виноделов Шампани в 1895 г.
В 2024 г. награждён орденом «Почёта» за большой вклад в развитие отечественной науки, многолетнюю плодотворную деятельность и в связи с 300-летием со дня основания Российской академии наук.